# Донбасшахтобуд
«Донбасшахтобуд» — відкрите акціонерне товариство, державна холдингова компанія. Створена в 1997 р. за рішенням Міністерства вугільної промисловості України з метою об'єднання шахтобудівельних організацій Донеччини. У складі компанії дочірні підприємства:
- «Трест Донецькшахтопроходка»,
- «Трест Артемшахтобуд»,
- «Красноармійськшахтобуд»,
- «Трест Донецькшахтобудмонтаж»,
- «Донецькшахтобуд»,
- "Проектно-технологічний трест «Оргтехшахтобуд», а також шахтобудівельні організації тресту «Макіївшахтобуд». Це управління-шахтопрохідницькі (3 шт.), шахтобудівельне (1), монтажні (4), механізації (4), шахтоналадочне (1), 3 заводи «Буддеталь», 2 ремонтних заводи тощо.

Всього «Донбасшахтобуд» об'єднує 37 підприємств та організацій, де працює бл. 6900 чол., з них бл. 2000-спеціалісти з вищою та середньоспеціальною освітою. Шахтопрохідницькі та шахтобудівельні управління здійснюють проведення вертикальних стволів, горизонтальних та похилих гірничих виробок, спорудження баштових копрів, інших будов поверхневого комплексу шахт, промислових підприємств, житлових будинків та об'єктів соціального призначення. Монтажні управління забезпечують весь комплекс робіт по монтажу, наладці, апробації гірничошахтного обладнання. Компанія здає об'єкти «під ключ». В 1998 р. обсяг будівельно-монтажних робіт склав 69,2 млн грн., з них на об'єктах вугільної промисловості-59,3 млн грн.
Адреса: 340000, Україна, м. Донецьк, вул. Постишева, 117.